# Phoenicis Lacus
Il Phoenicis Lacus  è una caratteristica di albedo della superficie di Marte.